# جوستوس وينر
جوستوس وينر (بالإنجليزية: Justus Weiner)‏ هو محامي إسرائيلي أمريكي يعمل في شركة غيرالدسون وماركس وإكسنو في القدس. وهو من خريجي مدرسة بريكلي للحقوق، أصوله تعود إلى بوسطن وعضو في نقابة محامي نيويورك وإسرائيل. انتقل إلى إسرائيل في سنة 1980

## أعماله
أصدر وينر مجلة مختصة بالشؤون القانونية
أصبح من المهتمين بالدفاع عن حقوق المسلمين المتحولين إلى المسيحية بعد اجتماعه مع قس مسيحي في سنة 1997 ونشر بعض البحوث المتعلقة بهذا الموضوع.

## إدعائته حول نشأة إدوارد سعيد
ظهرت ملحوظية وينر إلى الحياة العامة بعد مقال نشره في مجلة كومينتاري أغسطس 199، حيث نفى وجود عائلة إدوارد سعيد في حي الطالبية ودراسته في مدرسة المطران خلال الأشهر الأخيرة الانتداب البريطاني على فلسطين، لينفي عنهم صفة اللاجئين
لم يقابل وينر إدوارد سعيد، وعندما سئل عن هذا الأمر، قال بأن بحثه استمر لمدة ثلاث سنوات ولا يجد الحاجة في إجراء محادثة مع إدوارد سعيد وغير مستعد لسماع الأكاذيب حول ذكريات الطفولة.
انتقد الصحفيان ألكسندر كوكبورن وجيفري كلير وينر على ما وصفوه بأنه «التزوير المتعمد» مشيرا إلى وينر أجرى مقابلات مع زملاء الطفولة لإدوارد سعيد ولكنه تعمد حذف أي ذكر لتلك المقابلة.